# Ben Smith (giocatore di football americano)
Benjamin J. Smith (Warner Robins, 14 maggio 1967) è un ex giocatore di football americano statunitense che ha militato nel ruolo di cornerback nella National Football League (NFL). Al college giocò a football a Georgia

## Carriera
Smith fu scelto come 22º assoluto del Draft 1990 dai Philadelphia Eagles. Nella sua stagione da rookie fece registrare un record in carriera di 3 intercetti. Rimase con gli Eagles fino alla stagione 1993, dopo di che giocò con i Denver Broncos (1994) e gli Arizona Cardinals (1995-1996).

## Palmarès
- PFWA All-Rookie Team - 1990

## Statistiche
| Intercetti | 6 |
| Sack       | 1 |